# Utricularia muelleri
Utricularia muelleri este o specie de plante carnivore din genul Utricularia, familia Lentibulariaceae, ordinul Lamiales, descrisă de Kamienski. Conform Catalogue of Life specia Utricularia muelleri nu are subspecii cunoscute.